# Windradyne
Windradyne (v. 1800- 21 mars 1829) était un chef guerrier aborigène de la nation Wiradjuri, dans le centre-ouest de la Nouvelle-Galles du Sud, en Australie. 

## Biographie
Windradyne, aussi connu sous le nom de Saturday (« samedi »), a poussé son peuple à la  résistance contre l'invasion de leurs terres.  
En décembre 1824, Windradyne rencontra le gouverneur Thomas Brisbane dans une tentative de « se lier d'amitié ». Il assista à la réunion annuelle convoquée par le gouverneur de Nouvelle-Galles du Sud avec le mot « paix » écrit sur son chapeau. Il avait parcouru près de 200 kilomètres pour assister à la réunion. Brisbane fit un compte-rendu de la réunion au comte Bathurst, secrétaire d'État à la Guerre et aux Colonies et supérieur de Brisbane: « Je suis très heureux de pouvoir faire rapport à Votre Seigneurie que Saturday, leur grand chef et le plus belliqueux, est venu vers moi pour recevoir son pardon et, qu'avec lui, la plus grande partie de sa tribu, a assisté à la conférence annuelle ». [3] 
Les détails sur la mort de Windradyne en 1829 sont vagues mais on pense qu'il a été blessé dans une bagarre tribale et envoyé à l'hôpital de Bathurst, d'où il se serait enfui après avoir enlevé ses bandages et serait retourné dans son pays natal où il mourut de gangrène. Windradyne aurait été enterré à Brucedale Station et sa sépulture a été reconnue comme étant d'importance d'État. 
Un auteur anonyme envoya en 1829 une biographie de Saturday à The Sydney Gazette and New South Wales Advertiser qui la publia le 21 avril de cette année. Au sujet de sa mort, il écrit: « ... il tomba dans une lutte brutale ... sur les bords du Macquarie, avec une tribu du Sud. ... La blessure qui a causé la mort de Windrodine, était une blessure très grave de son genou, qui s'est rapidement mortifiée et entraina sa mort en quelques heures. Il continua de parler à ses compatriotes, jusqu'à ce que sa vie s'éteigne, à l'hôpital de Bathurst, près d'où il a été enterré, son corps enveloppé dans son manteau, et ses armes déposées dans sa tombe ... ». L'auteur conclut par une citation latine de Terence qui signifie " je suis un homme, je considère que rien de ce qui est humain ne m'est étranger ». Un éditorial ajoute: « Cette citation de l'auteur dramatique romain contient un beau sentiment, pour des personnes qui ne voient pas plus dans l'homme de la nature qu'un animal sauvage ».

## Commémoration

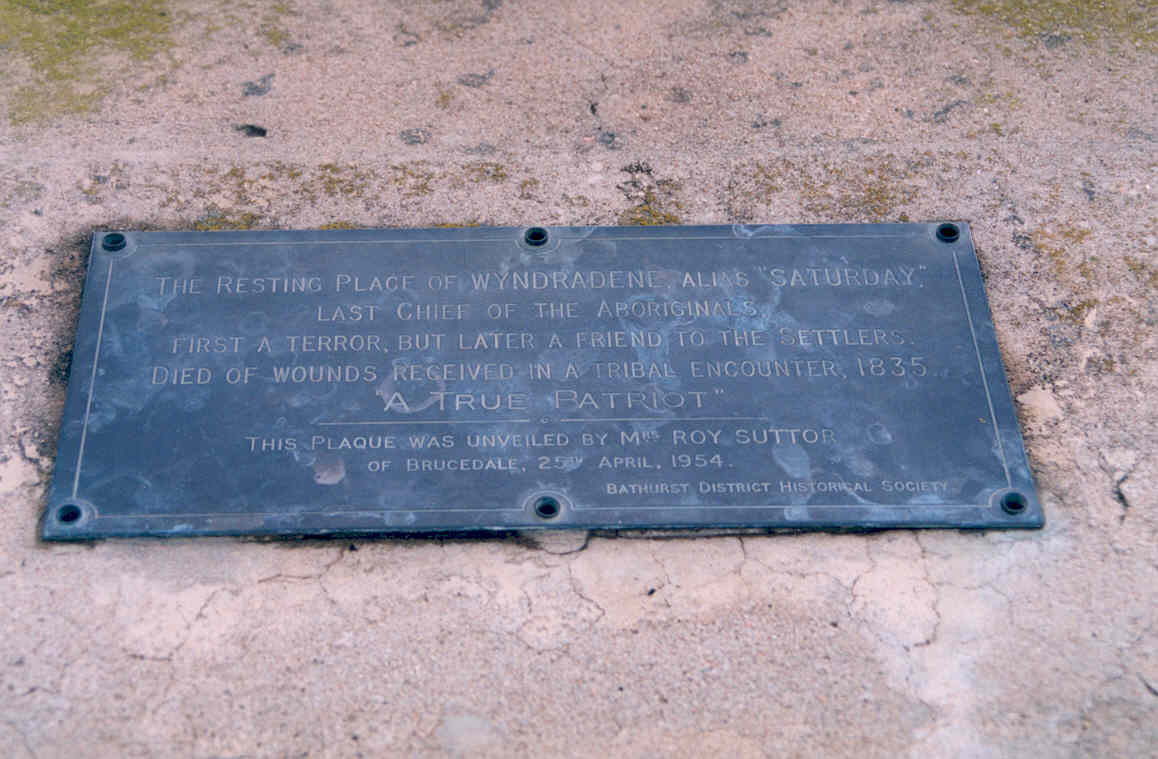
Tombe de Windradyne.

Un quartier de Bathurst est nommé en son honneur. 
Windradyne est l'un des deux Aborigènes australiens honorés depuis 2004 dans les bâtiments du parlement de Nouvelle-Galles du Sud à Sydney. L'autre était Pemulwuy qui a lutté lui aussi contre la colonisation européenne dans la région de Sydney. Deux manteaux représentant chacun un des combattants ont été exposés. L'inscription pour le manteau représentant Windradyne est la suivante: 
« Ce chef est devenu tristement célèbre pendant la période d'expansion au-delà des Blue Mountains vers les plaines de l'Ouest de Nouvelle-Galles du Sud. Il a dirigé la résistance autour de Bathurst pendant de nombreuses années, réunissant les tribus Wiradjuri. 
En 1825, il est allé à Sydney rencontrer le gouverneur Macquarie mais la guerre se poursuiviit jusqu'au moment où il fut tué dans une embuscade. »